# Acetitomaculum
Acetitomaculum es un género de bacterias grampositivas de la familia Lachnospiraceae. Actualmente (2022) sólo consta de una especie: Acetitomaculum ruminis. Fue descrito en el año 1995. Su etimología hace referencia a vinagre (acetum) y un tipo de salchicha (tomaculum). El nombre de la especie se refiere al rumen. Es anaerobia estricta, con posibilidad de presentar flagelos. Tiene forma de bacilos curvados, con un tamaño de 0,8-1,0 μm de ancho por 2-4 μm de largo, normalmente creciendo individuales, en pares o pequeñas agrupaciones. Las colonias son convexas, traslúcidas, bronceadas y lisas. Temperatura de crecimiento entre 34-43 °C, óptima de 38 °C. Catalasa negativa. Produce ácido acético. Se ha aislado del rumen de un buey. 